# TFF 2. Lig 2011/12
Die TFF 2. Lig 2011/12 war die 41. Spielzeit der dritthöchsten türkischen Spielklasse im Fußball der Männer. Sie wurde am 11. September 2011 mit dem 1. Spieltag begonnen und endete am 20. Mai 2012 mit dem 34. Spieltag. Der Saisonstart verschob sich infolge eines Manipulationsskandals. Da 17 Mannschaften pro Gruppe existierten, pausierte an jedem Spieltag ein Team. Am 31. Mai 2012 endete die Saison 2011/12 mit den Play-off-Finale.
In der Saison 2011/12 wurde die TFF 2. Lig in zwei Gruppen unterteilt. Es spielten jeweils 17 Mannschaften in der „weißen Gruppe“ (beyaz grup) und der „roten Gruppe“ (kirmizi grup) um den Aufstieg in die TFF 1. Lig beziehungsweise gegen den Abstieg in die Viertklassigkeit (TFF 3. Lig). Die Einteilung der Mannschaften in die jeweiligen Gruppen wurde per Auslosung bestimmt. Die Auslosung fand am 10. September 2011 in der türkischen Hauptstadt Ankara statt.
Die Tabellenersten beider Gruppen steigen direkt in die höhere TFF 1. Lig auf. Die Mannschaften auf den Plätzen zwei bis fünf beider Gruppen nehmen an den Play-offs teil, wo der dritte Aufsteiger per K.-o.-System bestimmt wird. Die Play-offs werden in einer für alle teilnehmenden Mannschaften neutralen Stadt ausgetragen und fangen mit den Viertelfinalbegegnungen an. Dabei tritt der Tabellenzweite der einen Gruppe gegen den Tabellenfünften der anderen Gruppe und der Tabellendritte der einen Gruppe gegen den Tabellenvierten der anderen Gruppe an. Jede K.-o.-Runde wird durch eine Begegnung ausgetragen.
Die Mannschaften auf den Plätzen fünfzehn bis siebzehn steigen in die TFF 3. Lig ab.
In der TFF 2. Lig sind ausländische Spieler nicht spielberechtigt. Mannschaften, die von der TFF 1. Lig abgestiegen sind, können ihre ausländischen Spieler an Vereine der oberen Ligen ausleihen.
Zu Saisonbeginn kamen zu den von der vorherigen Saison verbliebenen 26 Mannschaften die zwei Absteiger aus der TFF 1. Lig Altay İzmir, Diyarbakırspor und die sechs Aufsteiger aus der TFF 3. Lig Tepecikspor, Gaziosmanpaşaspor, Denizli Belediyespor, Kırklarelispor, Ünyespor und Altınordu Izmir hinzu. Der 15. der Vorsaison Türk Telekomspor nahm nach der Auflösung der Fußballabteilung nicht mehr teil.
Şanlıurfaspor erreichte am vorletzten Spieltag die Meisterschaft der Gruppe Weiß und stieg damit nach elfjähriger Abstinenz in die TFF 1. Lig auf. 1461 Trabzon erreichte ebenfalls am vorletzten Spieltag die Meisterschaft der Gruppe Rot und stieg das erste Mal in der Vereinsgeschichte in die TFF 1. Lig auf.
Der letzte Aufsteiger wurde durch die Relegation bestimmt. In die Relegation schafften es als Zweit- bis Fünftplatzierte aus der Gruppe Weiß Balıkesirspor, Bozüyükspor, Bugsaş Spor, Turgutluspor und aus der Gruppe Rot Bandırmaspor, Adana Demirspor, Fethiyespor, Kızılcahamamspor. Als neutraler Austragungsort für die Relegationsspiele wurde die Stadt Denizli ausgewählt. Im Finale der Relegationsphase stieg Adana Demirspor durch einen 2:1-Sieg über Fethiyespor nach achtjähriger Abstinenz wieder in die TFF 1. Lig auf.
Zum Saisonende stiegen aus der Gruppe Weiß die Mannschaften Diyarbakırspor, Çorumspor, Kocaelispor und aus der Gruppe Rot Altınordu Izmir, Adıyamanspor und Mardinspor ab. Diyarbakırspor war damit innerhalb von drei Spielzeiten aus der Süper Lig in die TFF 3. Lig abstiegen und der Aufsteiger Altınordu Izmir war bereits nach einer Saison wieder abgestiegen.
Torschütze wurde mit 24 Treffern Üstün Bilgi vom zentralanatolischen Vertreter Kızılcahamamspor.

## Mannschaften 2011/12

### Gruppe Weiß (Beyaz Grup)
| Mannschaft                 | Stadt      | Gründung | In der Liga seit | Letzte Saison | Stadion                      | Kapazität |
| -------------------------- | ---------- | -------- | ---------------- | ------------- | ---------------------------- | --------- |
| Altay İzmir                | Izmir      | 1914     | 2011             | TFF 1. Lig    | Alsancak-Stadion             | 15.3580   |
| Balıkesirspor              | Balıkesir  | 1966     | 2010             | 10.           | Balıkesir Atatürk Stadyumu   | 15.8000   |
| Bozüyükspor                | Bozüyük    | 1914     | 2011             | 9.            | Bozüyük Şehir Stadı          | 4.100     |
| Bugsaşspor                 | Sincan     | 1984     | 2007             | 3.            | Sincan Şehir Stadyumu        | 25.0000   |
| Çorumspor                  | Çorum      | 1967     | 2012             | 6.            | Dr. Turhan Kılıçcıoğlu Stadı | 11.2630   |
| Diyarbakırspor             | Diyarbakır | 1968     | 2011             | TFF 1. Lig    | Diyarbakır-Atatürk-Stadion   | 13.0000   |
| Gaziosmanpaşaspor          | Istanbul   | 1965     | 2011             | TFF 3. Lig    | Gaziosmanpaşa Stadı          | 5.762     |
| İskenderun Demir Çelikspor | İskenderun | 1991     | 2005             | 7.            | İskenderun 5 Temmuz Stadı    | 12.3900   |
| Kocaelispor                | İzmit      | 1966     | 2010             | 12.           | Ismetpaşa-Stadion            | 16.7500   |
| Konya Şekerspor            | Konya      | 1955     | 2007             | 2             | Recep Konuk Spor Tesisleri   | 2.128     |
| Pendikspor                 | Istanbul   | 1950     | 2011             | 9.            | Pendik Stadion               | 2.500     |
| Ofspor                     | Of         | 1968     | 2008             | 13.           | Of Stadyumu                  | 2.000     |
| Şanlıurfaspor              | Şanlıurfa  | 1969     | 2001             | 8.            | Şanlıurfa GAP Stadion        | 28.9650   |
| Tepecikspor                | Istanbul   | 1988     | 2011             | TFF 3. Lig    | Tepecik Belediye Stadı       | 3.000     |
| Tokatspor                  | Tokat      | 1969     | 2008             | 7.            | Gazi Osmanpasa Stadı         | 7.500     |
| Turgutluspor               | Turgutlu   | 1984     | 2005             | 8.            | 7 Eylül Stadyumu             | 7.000     |
| Yeni Malatyaspor           | Malatya    | 1986     | 2010             | 5.            | Malatya Inönü-Stadion        | 13.0000   |

### Gruppe Rot (Kırmızı Grup)
| Mannschaft                 | Stadt      | Gründung | In der Liga seit | Letzte Saison | Stadion                     | Kapazität |
| -------------------------- | ---------- | -------- | ---------------- | ------------- | --------------------------- | --------- |
| 1461 Trabzon               | Trabzon    | 2008     | 2008             | 14.           | Ahmet Suat Özyazıcı Stadion | 7.700     |
| Adana Demirspor            | Alanya     | 1948     | 2004             | 5.            | Millî Egemenlik Stadyumu    | 3.750     |
| Adıyamanspor               | Adıyaman   | 1946     | 2002             | 15.           | Adıyaman Atatürk Stadyumu   | 8.596     |
| Alanyaspor                 | Alanya     | 1948     | 2004             | 14.           | Millî Egemenlik Stadyumu    | 3.750     |
| Altınordu Izmir            | Izmir      | 1923     | 2011             | TFF 3. Lig    | Buca Stadyumu               | 2.500     |
| Bandırmaspor               | Bandırma   | 1965     | 2010             | 2.            | 17 Eylül Stadı              | 5.400     |
| Çankırı Belediyespor000000 | Çankırı    | 1993     | 1996             | 11.           | Çankırı Atatürk Stadı       | 5.500     |
| Denizli Belediyespor       | Denizli    | 1981     | 2011             | TFF 3. Lig    | Doğan Seyfi Atlı Stadı      | 2.000     |
| Beypazarı Şekerspor        | Ankara     | 1947     | 2006             | 4.            | Ostim Stadion               | 5.000     |
| Eyüpspor                   | Istanbul   | 1919     | 2002             | 3.            | Eyüp Stadı                  | 2.500     |
| Fethiyespor                | Fethiye    | 1933     | 2006             | 6.            | Fethiye Stadı               | 10.0000   |
| Kırklarelispor             | Kırklareli | 1925     | 2011             | TFF 3. Lig    | Kırklareli Atatürk Stadı    | 8.000     |
| Kızılcahamamspor           | Ankara     | 1950     | 2010             | 11.           | Kızılcahamam İlçe Stadı     | 5.124     |
| Körfez FK                  | İzmit      | 1995     | 2008             | 10.           | Alparslan Türkeş Stadı      | 16.7500   |
| Mardinspor                 | Mardin     | 1969     | 2007             | 13.           | 21 Kasım Stadyumu           | 6.000     |
| Sarıyer SK                 | Istanbul   | 1940     | 2005             | 12.           | Yusuf Ziya Öniş Stadı       | 10.0000   |
| Ünyespor                   | Ünye       | 1957     | 2011             | TFF 3. Lig    | Ünye İlçe Stadyumu          | 10.3400   |

## Gruppe Weiß (Beyaz Grup)

### Abschlusstabelle
| Pl. | Verein                | Sp. | S  | U  | N  | Tore    | Diff. | Punkte |
| --- | --------------------- | --- | -- | -- | -- | ------- | ----- | ------ |
| 1.  | Şanlıurfaspor         | 32  | 23 | 6  | 3  | 063:200 | +43   | 75     |
| 2.  | Balıkesirspor         | 32  | 20 | 8  | 4  | 073:320 | +41   | 68     |
| 3.  | Bozüyükspor           | 32  | 20 | 5  | 7  | 058:330 | +25   | 65     |
| 4.  | Bugsaşspor            | 32  | 15 | 11 | 6  | 049:290 | +20   | 56     |
| 5.  | Turgutluspor          | 32  | 16 | 6  | 10 | 056:330 | +23   | 54     |
| 6.  | Tepecikspor (N)       | 32  | 14 | 10 | 8  | 044:390 | +5    | 52     |
| 7.  | Altay İzmir (A)       | 32  | 15 | 6  | 11 | 048:310 | +17   | 51     |
| 8.  | Gaziosmanpaşaspor (N) | 32  | 14 | 4  | 14 | 044:400 | +4    | 46     |
| 9.  | İskenderun DÇ         | 32  | 14 | 4  | 14 | 045:420 | +3    | 46     |
| 10. | Konya Şekerspor       | 32  | 13 | 5  | 14 | 045:400 | +5    | 44     |
| 11. | Ofspor                | 32  | 11 | 10 | 11 | 045:410 | +4    | 43     |
| 12. | Pendikspor            | 32  | 8  | 16 | 8  | 036:310 | +5    | 40     |
| 13. | Yeni Malatyaspor      | 32  | 9  | 9  | 14 | 045:430 | +2    | 36     |
| 14. | Tokatspor             | 32  | 8  | 4  | 20 | 027:570 | −30   | 28     |
| 15. | Diyarbakırspor (A)    | 32  | 6  | 7  | 19 | 027:560 | −29   | 25     |
| 16. | Çorumspor             | 32  | 2  | 10 | 20 | 019:570 | −38   | 16     |
| 17. | Kocaelispor           | 32  | 2  | 3  | 27 | 030:130 | −100  | 09     |

Platzierungskriterien: 1. Punkte – 2. Direkter Vergleich (Punkte, Tordifferenz, geschossene Tore) – 3. Tordifferenz – 4. geschossene Tore

| (A) | Absteiger aus der 1. Lig 2010/11         |
| (N) | Neuaufsteiger aus der TFF 3. Lig 2010/11 |

### Kreuztabelle
Die Kreuztabelle stellt die Ergebnisse aller Spiele dieser Saison dar. Die Heimmannschaft ist in der linken Spalte, die Gastmannschaft in der oberen Zeile aufgelistet.
| 2011/12           | Altay İzmir | Balıkesirspor | Bozüyükspor | Bugsaş Spor | Çorumspor | Diyarbakırspor | Gaziosmanpaşaspor | İskenderun DÇ | Kocaelispor | Konya Şekerspor | Pendikspor | Ofspor | Şanlıurfaspor | Tepecikspor | Tokatspor | Turgutluspor |     |
| ----------------- | ----------- | ------------- | ----------- | ----------- | --------- | -------------- | ----------------- | ------------- | ----------- | --------------- | ---------- | ------ | ------------- | ----------- | --------- | ------------ | --- |
| Altay İzmir       |             | 1:1           | 2:0         | 1:1         | 3:0       | 4:0            | 1:2               | 1:2           | 6:0         | 1:0             | 1:0        | 2:3    | 0:0           | 5:1         | 0:2       | 1:1          | 1:0 |
| Balıkesirspor     | 2:0         |               | 2:1         | 0:0         | 2:0       | 5:1            | 1:0               | 1:0           | 7:1         | 4:0             | 0:0        | 2:5    | 3:1           | 4:1         | 3:0       | 1:2          | 1:1 |
| Bozüyükspor       | 4:0         | 2:2           |             | 2:1         | 1:0       | 2:1            | 2:1               | 2:1           | 5:0         | 2:1             | 0:0        | 4:0    | 1:1           | 2:0         | 3:1       | 1:0          | 3:2 |
| Bugsaş Spor       | 0:1         | 1:1           | 4:1         |             | 2:0       | 3:1            | 0:0               | 3:0           | 3:3         | 1:0             | 0:1        | 1:1    | 2:1           | 1:0         | 4:1       | 0:2          | 2:1 |
| Çorumspor         | 1:3         | 0:2           | 0:1         | 0:2         |           | 0:0            | 0:2               | 1:1           | 5:0         | 1:2             | 0:1        | 0:0    | 1:1           | 1:1         | 1:1       | 0:5          | 1:1 |
| Diyarbakırspor    | 0:0         | 0:3           | 0:3         | 0:1         | 2:0       |                | 2:1               | 0:1           | 3:1         | 2:1             | 1:1        | 1:2    | 0:2           | 0:2         | 1:0       | 2:2          | 0:1 |
| Gaziosmanpaşaspor | 1:0         | 1:3           | 1:2         | 0:3         | 3:0       | 4:0            |                   | 1:0           | 4:0         | 0:1             | 1:0        | 4:2    | 0:2           | 1:1         | 2:1       | 3:0          | 1:1 |
| İskenderun DÇ     | 0:1         | 2:5           | 2:1         | 2:2         | 3:0       | 3:1            | 1:0               |               | 3:0         | 4:1             | 2:2        | 1:1    | 0:2           | 0:1         | 4:1       | 1:2          | 0:1 |
| Kocaelispor       | 1:4         | 2:3           | 2:2         | 2:4         | 2:3       | 0:3            | 1:3               | 0:2           |             | 0:7             | 1:1        | 1:4    | 0:2           | 3:2         | 4:3       | 1:6          | 0:9 |
| Konya Şekerspor   | 1:0         | 2:1           | 1:3         | 1:1         | 1:1       | 1:0            | 2:1               | 0:1           | 7:0         |                 | 2:0        | 0:1    | 0:2           | 0:3         | 4:1       | 3:2          | 2:1 |
| Pendikspor        | 1:2         | 1:3           | 1:0         | 0:0         | 2:2       | 1:1            | 3:1               | 1:0           | 5:0         | 2:2             |            | 2:2    | 1:2           | 0:0         | 5:1       | 1:1          | 1:1 |
| Ofspor            | 2:1         | 2:2           | 0:0         | 0:1         | 0:0       | 1:1            | 4:0               | 2:1           | 7:1         | 0:0             | 2:1        |        | 0:1           | 0:2         | 1:2       | 1:1          | 0:1 |
| Şanlıurfaspor     | 0:0         | 4:1           | 1:4         | 3:1         | 3:1       | 4:0            | 3:2               | 4:0           | 2:1         | 0:0             | 2:0        | 3:0    |               | 4:0         | 2:0       | 1:0          | 2:1 |
| Tepecikspor       | 2:1         | 1:1           | 1:2         | 1:1         | 3:0       | 2:1            | 2:2               | 3:2           | 4:2         | 0:1             | 0:0        | 1:0    | 1:1           |             | 2:0       | 1:0          | 1:1 |
| Tokatspor         | 1:2         | 0:4           | 0:1         | 0:0         | 2:0       | 2:1            | 0:1               | 0:1           | 1:0         | 1:0             | 1:1        | 2:0    | 0:2           | 1:2         |           | 0:4          | 2:1 |
| Turgutluspor      | 1:0         | 0:1           | 1:0         | 3:0         | 2:0       | 1:0            | 2:0               | 0:2           | 9:1         | 2:1             | 0:1        | 2:1    | 0:4           | 0:1         | 0:0       |              | 3:3 |
| Yeni Malatyaspor  | 1:3         | 0:2           | 4:1         | 0:4         | 3:0       | 2:2            | 0:1               | 2:3           | 1:0         | 2:1             | 0:0        | 0:1    | 0:1           | 2:2         | 1:0       | 1:2          |     |

## Gruppe Rot (Kırmızı Grup)

### Abschlusstabelle
| Pl. | Verein                   | Sp. | S  | U  | N  | Tore    | Diff. | Punkte |
| --- | ------------------------ | --- | -- | -- | -- | ------- | ----- | ------ |
| 1.  | 1461 Trabzon             | 32  | 17 | 11 | 4  | 050:230 | +27   | 62     |
| 2.  | Bandırmaspor             | 32  | 16 | 8  | 8  | 037:220 | +15   | 56     |
| 3.  | Adana Demirspor          | 32  | 16 | 7  | 9  | 046:310 | +15   | 55     |
| 4.  | Fethiyespor              | 32  | 15 | 9  | 8  | 054:380 | +16   | 54     |
| 5.  | Kızılcahamamspor         | 32  | 15 | 8  | 9  | 048:340 | +14   | 53     |
| 6.  | Körfez FK                | 32  | 13 | 13 | 6  | 039:260 | +13   | 52     |
| 7.  | Denizli Belediyespor (N) | 32  | 12 | 9  | 11 | 039:320 | +7    | 45     |
| 8.  | Kırklarelispor (N)       | 32  | 11 | 11 | 10 | 034:260 | +8    | 44     |
| 9.  | Eyüpspor                 | 32  | 11 | 11 | 10 | 034:350 | −1    | 44     |
| 10. | Sarıyer SK               | 32  | 12 | 7  | 13 | 039:370 | +2    | 43     |
| 11. | Alanyaspor               | 32  | 9  | 15 | 8  | 026:280 | −2    | 42     |
| 12. | Çankırı Belediyespor     | 32  | 11 | 9  | 12 | 040:410 | −1    | 42     |
| 13. | Ünyespor (N)             | 32  | 9  | 13 | 10 | 032:320 | ±0    | 40     |
| 14. | Beypazarı Şekerspor      | 32  | 10 | 9  | 13 | 037:450 | −8    | 39     |
| 15. | Altınordu Izmir (N)      | 32  | 9  | 11 | 12 | 031:330 | −2    | 38     |
| 16. | Adıyamanspor             | 32  | 4  | 8  | 20 | 023:510 | −28   | 20     |
| 17. | Mardinspor               | 32  | 1  | 3  | 28 | 011:860 | −75   | 06     |

Platzierungskriterien: 1. Punkte – 2. Direkter Vergleich (Punkte, Tordifferenz, geschossene Tore) – 3. Tordifferenz – 4. geschossene Tore

| (A) | Absteiger aus der 1. Lig 2010/11         |
| (N) | Neuaufsteiger aus der TFF 3. Lig 2010/11 |

### Kreuztabelle
Die Kreuztabelle stellt die Ergebnisse aller Spiele dieser Saison dar. Die Heimmannschaft ist in der linken Spalte, die Gastmannschaft in der oberen Zeile aufgelistet.
| 2011/12              | 1461 Trabzon | Adana Demirspor | Adıyamanspor | Alanyaspor | Altınordu Izmir | Bandırmaspor | Çankırı Belediyespor | Denizli Belediyespor | Etimesgut Şekerspor | Eyüpspor | Fethiyespor | Kırklarelispor |      | Körfez FK | Mardinspor | Sarıyer SK | Ünyespor |
| -------------------- | ------------ | --------------- | ------------ | ---------- | --------------- | ------------ | -------------------- | -------------------- | ------------------- | -------- | ----------- | -------------- | ---- | --------- | ---------- | ---------- | -------- |
| 1461 Trabzon         |              | 3:1             | 3:0          | 0:1        | 3:2             | 1:0          | 3:2                  | 1:0                  | 4:1                 | 3:0      | 2:1         | 0:0            | 5:2  | 1:0       | 1:0        | 2:0        | 2:2      |
| Adana Demirspor      | 1:0          |                 | 2:2          | 1:1        | 1:0             | 0:1          | 2:0                  | 4:0                  | 2:0                 | 1:3      | 3:1         | 1:1            | 1:1  | 1:0       | 3:0*       | 1:1        | 0:2      |
| Adıyamanspor         | 0:1          | 2:3             |              | 2:2        | 1:0             | 0:3          | 0:0                  | 2:4                  | 0:3                 | 1:2      | 0:3         | 2:0            | 0:2  | 0:0       | 3:0*       | 1:1        | 0:1      |
| Alanyaspor           | 0:0          | 1:3             | 1:0          |            | 0:1             | 0:0          | 3:1                  | 0:0                  | 2:1                 | 1:1      | 2:0         | 0:0            | 2:2  | 2:1       | 3:0*       | 0:0        | 0:1      |
| Altınordu Izmir      | 1:1          | 1:3             | 0:0          | 0:0        |                 | 1:3          | 3:0                  | 2:0                  | 0:0                 | 0:1      | 2:4         | 0:0            | 1:0  | 1:1       | 3:0*       | 2:0        | 2:1      |
| Bandırmaspor         | 0:0          | 0:1             | 2:1          | 1:0        | 0:0             |              | 1:0                  | 0:2                  | 3:1                 | 1:0      | 4:1         | 1:0            | 3:1  | 0:0       | 4:0        | 2:1        | 2:1      |
| Çankırı Belediyespor | 1:1          | 2:1             | 3:0          | 0:0        | 1:0             | 2:1          |                      | 1:1                  | 2:1                 | 1:2      | 2:3         | 2:4            | 2:1  | 4:0       | 1:0        | 0:1        | 0:0      |
| Denizli Belediyespor | 2:1          | 2:1             | 2:0          | 4:0        | 0:0             | 0:1          | 0:1                  |                      | 2:0                 | 1:3      | 1:1         | 1:1            | 1:3  | 0:3       | 3:0*       | 2:2        | 1:0      |
| Etimesgut Şekerspor  | 0:0          | 2:1             | 0:2          | 0:0        | 2:1             | 3:0          | 1:1                  | 0:4                  |                     | 0:0      | 2:2         | 1:0            | 0:0  | 1:3       | 5:3        | 2:0        | 2:2      |
| Eyüpspor             | 0:3          | 1:1             | 2:1          | 0:0        | 0:0             | 2:0          | 0:0                  | 0:0                  | 3:1                 |          | 2:2         | 1:0            | 2:1  | 1:2       | 3:0*       | 1:3        | 1:2      |
| Fethiyespor          | 1:1          | 2:3             | 1:0          | 2:0        | 2:2             | 2:0          | 3:4                  | 0:0                  | 0:0                 | 0:0      |             | 3:0            | 3:1  | 2:0       | 3:0*       | 2:0        | 3:1      |
| Kırklarelispor       | 1:0          | 0:2             | 2:1          | 2:0        | 3:1             | 0:0          | 2:0                  | 1:0                  | 2:3                 | 1:0      | 0:1         |                | 0:1  | 1:1       | 5:0        | 1:1        | 0:0      |
| Kızılcahamamspor     | 1:1          | 0:0             | 2:1          | 2:0        | 3:1             | 0:0          | 1:0                  | 2:1                  | 1:0                 | 2:1      | 2:1         | 0:2            |      | 2:3       | 6:1        | 4:0        | 1:0      |
| Körfez FK            | 1:1          | 0:1             | 0:0          | 1:1        | 1:0             | 0:0          | 1:1                  | 1:1                  | 3:0                 | 2:0      | 1:0         | 0:0            | 0:0  |           | 4:2        | 1:0        | 1:1      |
| Mardinspor           | 0:3*         | 0:1             | 3:1          | 0:1        | 0:1             | 0:3*         | 0:3*                 | 0:3                  | 0:3*                | 1:1      | 1:1         | 0:3*           | 0:3* | 0:3*      |            | 0:3*       | 0:0      |
| Sarıyer SK           | 0:1          | 1:0             | 2:0          | 2:2        | 0:1             | 2:1          | 4:1                  | 1:0                  | 0:1                 | 4:1      | 1:2         | 1:1            | 1:0  | 1:3       | 3:0        |            | 2:0      |
| Ünyespor             | 2:2          | 1:0             | 0:0          | 0:1        | 2:2             | 0:0          | 1:1                  | 0:1                  | 2:1                 | 0:0      | 1:2         | 2:1            | 1:1  | 1:2       | 3:0*       | 2:1        |          |

- * Mardinspor konnte wegen finanzieller Schwierigkeiten die Spielergehälter nicht zahlen und verlor in der Winterpause mehrere Spieler. So war man nicht im Stande in den ersten beiden Partien der Rückrunde eine Mannschaft aufzustellen. Daraufhin entschied das Disziplinarkomitee (PFDK) des nationalen Fußballverbandes, mit Bezug auf ihr Regelwerk, den Verein mit sofortiger Wirkung zwangsabsteigen zu lassen. Alle restlichen Begegnungen des Vereins wurden abgesagt und mit einer 0:3-Niederlage vorentschieden.[4] Zur Saison 2012/13 wird der Verein am Wettbewerb der TFF 3. Lig teilnehmen.

## Play-offs
Viertelfinale
| Datum                     |                 | Ergebnis |                  | Stadion               |
| ------------------------- | --------------- | -------- | ---------------- | --------------------- |
| 23. Mai 2012 um 17:00 Uhr | Bugsaşspor      | 2:1      | Bandırmaspor     | Denizli Atatürk Stadı |
| 23. Mai 2012 um 20:30 Uhr | Adana Demirspor | 1:0      | Balıkesirspor    | Denizli Atatürk Stadı |
| 24. Mai 2012 um 17:00 Uhr | Bozüyükspor     | 1:0      | Kızılcahamamspor | Denizli Atatürk Stadı |
| 24. Mai 2012 um 20:30 Uhr | Fethiyespor     | 1:0      | Turgutluspor     | Denizli Atatürk Stadı |

Halbfinale
| Datum                     |             | Ergebnis              |                 | Stadion               |
| ------------------------- | ----------- | --------------------- | --------------- | --------------------- |
| 27. Mai 2012 um 19:00 Uhr | Bugsaşspor  | 0:0 n. V. (8:9 i. E.) | Adana Demirspor | Denizli Atatürk Stadı |
| 28. Mai 2012 um 19:00 Uhr | Bozüyükspor | 2:2 n. V. (3:4 i. E.) | Fethiyespor     | Denizli Atatürk Stadı |

Finale
| Adana Demirspor                                              | Adana Demirspor | Fethiyespor | Fethiyespor |
| ------------------------------------------------------------ | --- | --- | ----------- |
| Adana Demirspor                                              | \| Play-off-Finale \| \| 31. Mai 2012 um 18:00 Uhr in Denizli (Denizli Atatürk Stadı) \| \| Ergebnis: 2:1 (1:0) \| \| Schiedsrichter: Barış Şimşek \| \| Spielbericht \|                                                                     | \| Play-off-Finale \| \| 31. Mai 2012 um 18:00 Uhr in Denizli (Denizli Atatürk Stadı) \| \| Ergebnis: 2:1 (1:0) \| \| Schiedsrichter: Barış Şimşek \| \| Spielbericht \|                                                                              | Fethiyespor |
| Adana Demirspor                                              | Şener Özcan – Süleyman Varlık, Burak Keskin, Tunay Acar, Raşit Sevindir (76. Halil Cihan Ünal) – Soner Ergençay, Burhan Coşkun (79. İlyas Çakmak), Emre Hasan Balcı, Kerem Can Akyüz – İlhan Aydoğdu, Erçağ Evirgen Cheftrainer: Ercan Albay | Emin Sarı – Sabri Turgut, Serkan Koç, Samed Kartal (72. Enver Bayezit) – Murat Türkkan, Sabri Gümüşsoy, Onur Okan, Salim Coğuplugil (46. Niyazi Nayernazlı), Engin Yeşilli (53. Uğur Aktaş) – Deniz Pıtır, Abdullah Apak Cheftrainer: Beyhan Çalışkan | Fethiyespor |
| Adana Demirspor                                              | 1:0 Emre Hasan Balcı (9.) 2:0 İlyas Çakmak (80.) | 2:1 Uğur Aktaş (85.) | Fethiyespor |
| Adana Demirspor                                              | İlhan Aydoğdu (26.), Süleyman Varlık (67.), Şener Özcan (88.) | Samed Kartal (39.), Sabri Turgut (54.), Serkan Koç (60.), Uğur Aktaş (85.) | Fethiyespor |
| Adana Demirspor                                              | Adana Demirspor ist durch diesen Sieg in die TFF 1. Lig aufgestiegen. | | Fethiyespor |
| Play-off-Finale                                              | | |             |
| 31. Mai 2012 um 18:00 Uhr in Denizli (Denizli Atatürk Stadı) | | |             |
| Ergebnis: 2:1 (1:0)                                          | | |             |
| Schiedsrichter: Barış Şimşek                                 | | |             |
| Spielbericht                                                 | | |             |

## Torschützenliste
Der Türkische Fußballverband (TFF) führt für beide Gruppen der TFF 2. Lig separate Torschützenlisten, bestimmt aber den Torschützenkönig zum Saisonende aus einer einzigen zusammengefügten Torschützenliste
| Pl. | Nat.   | Spieler        | Verein               | Tore |
| --- | ------ | -------------- | -------------------- | ---- |
| 1   | Turkei | Üstün Bilgi    | Kızılcahamamspor     | 24   |
| 2   | Turkei | Coşkun Yılmaz  | Balıkesirspor        | 21   |
| 3   | Turkei | Ahmet Güven    | Şanlıurfaspor        | 17   |
| 4   | Turkei | Doğan Karakuş  | Kocaelispor          | 16   |
| 5   | Turkei | Gökhan Demir   | Gaziosmanpaşaspor    | 15   |
|     | Turkei | Serhat Akın    | Turgutluspor         | 15   |
|     | Turkei | Yunus Altun    | Altay İzmir          | 15   |
| 8   | Turkei | Ali Akburç     | Balıkesirspor        | 13   |
|     | Turkei | Hakan Soylu    | Ofspor               | 13   |
|     | Turkei | Ömer Şengöz    | Ofspor               | 13   |
|     | Turkei | Yahya Alpaslan | Çankırı Belediyespor | 13   |